# La viuda del capitán Estrada
La viuda del capitán estrada és una pel·lícula melodramàtica espanyola del 1991 dirigida per José Luis Cuerda, qui també n'és autor del guió, basat en la novel·la Una historia madrileña de Pedro García Montalvo. Ha estat rodada a Madrid i és protagonitzada per Anna Galiena, Sergi Mateu i Nacho Martínez. Segons Fotogramas és un melodrama sòlid. encara que amb esquerdes, però bones interpretacions.

## Sinopsi
Mostra una història desenvolupada el 1947 de passió destructiva d'un militar espanyol, el capità Zaldívar, enamorat de Luisa, la vídua del seu millor amic, antiga secretària, dona liberal i de passat tèrbol. La seva relació és condicionada per components socials de l'època de l'autarquia i el bloqueig decretat per l'ONU contra l'Espanya franquista.

## Repartiment
- Sergi Mateu - Zaldívar
- Anna Galiena - Luisa
- Nacho Martínez - Baltasar
- Gabino Diego - Tomás